# Liste der Einträge im National Register of Historic Places im Scott County (Iowa)

Lage des Scott County in Iowa

Die Liste der Einträge im National Register of Historic Places im Scott County in Iowa führt die Bauwerke und historischen Stätten im Scott County auf, die in das National Register of Historic Places aufgenommen wurden. Aufgrund der Vielzahl der Einträge besteht diese aus vier Teilen:
- Liste der Einträge im National Register of Historic Places im Scott County (Iowa) – Innenstadt von Davenport
- Liste der Einträge im National Register of Historic Places im Scott County (Iowa) – Ostteil von Davenport
- Liste der Einträge im National Register of Historic Places im Scott County (Iowa) – Westteil von Davenport
- Liste der Einträge im National Register of Historic Places im Scott County (Iowa) – Außerhalb von Davenport